# Смерть Рифата Даутова
Смерть Рифата Даутова — смерть в заключении 37-летнего Рифата Даутова, задержанного в ходе протестов в Башкортостане, произошедшая 26 января 2024 года. По официальному сообщению, он умер от инфаркта. Однако независимый эксперт утверждает, что Даутов умер после избиения в результате внутреннего кровотечения.
Мемориал признал Рифата Даутова жертвой политически мотивированного преследования.
Рифат Даутов был единственным человеком, погибшим в заключении в ходе протестов Башкортостане. Минияр Байгускаров покончил с собой после угроз со стороны силовиков.

## Ход событий
В январе 2024 года в Башкортостане вспыхнули протесты, поводом которых послужило уголовное дело против башкирского активиста Фаиля Алсынова. Протесты происходили в Баймаке, где проходило судебное заседание относительно уголовного дела Фаиля Алсынова и в Уфе, столице Башкортостана. В самих протестах Рифат Даутов не принимал участия.

Первые сообщения относительно задержания Рифата Даутова появились днём 26 января, в то время, когда мужчина уже был мёртв. Залия Ахмадеева, сестра Рифата Даутова, сообщала следующее:
Брата забрали, он нигде не участвовал, сначала в Уфе вызвали в участок, выписали бумагу как дебоширу, после в Зианчуринском районе на улице затащили в газельку ОМОНы и увезли, не представились; неизвестно куда увезли
В последствии Залия Ахмадеева также рассказывала, что полиция допрашивала Рифата Даутова сперва в Уфе после прошедших 19 января акции протеста. Впоследствии сестра Залия Ахмадеева рассказывала, что её брат не принимал участия в протестных акциях, за 15-20 минут до начала акции протеста, он находился у уфимского телецентра, где ждал свою девушку. Затем Рифат Даутов уехал в Новые Чебенки, в деревню своей девушки, куда в последствии нагрянул ОМОН и без слов забрали Рифата Даутова, увезя в неизвестном направлении.
Медиазона выяснило, что Рифат Даутов был объявлен в розыск практически сразу же после прошедших в Баймаке протестов, а 26 января, в день его смерти, следствие делало ходатайство перед судом о его аресте. По данным Медиазоны, судья Наталия Дударь прекратила производство по ходатайству.

### Обвинение в участии в протестах
Следственный комитет России обвинил Рифата Даутова в участии в протестах в Баймаке. По данным следствия, он якобы нанёс удары в область головы начальнику полиции Стерлитамака Рустаму Асанову, якобы причинив ему телесные повреждения. Следственный комитет ссылался на результаты оперативно-розыскной деятельности центра противодействия экстремизму.

Издание Idel.Реалии, производившее расследование убийства, обнаружило в документах несостыковки. Рифат Даутов был объявлен в федеральный розыск 18 января, через день после произошедших протестов. Потерпевший Рустам Асанов, начальник стерлитамакской полиции, только на третьем допросе, происходившего 25 января, смог опознать Рифата Даутова. Хотя за неделю до этого, 17 января, Рустам Асанов сообщал, что кто-то из протестующих "попытался ударить" его, а кто-то "ударил", но конкретно нападавшего — он не видел и не сможет опознать. На допросе 22 января Рустам Асанов сообщал, что его в область правого глаза и правой брови ударил мужчина в красном костюме со вставками чёрных и серых цветов, а его голова была закрыта капюшоном, в результате чего, Рустам Асанов стал терять сознание и упал на снег. 25 января Рустам Асанов решил дополнить свои показания и описал внешность подозреваемого. Так, по его словам, подозреваемый имел смуглое лицо, тёмные раскосые глаза, тёмные широкие брови, массивный нос с широкими ноздрями и тонкие губы. В этот же день Рустам Асанов якобы опознал Рифата Даутова, как нападавшего на него. Адвокат Павел Васильев, представляющий интересы Залии Даутовой, сестры Рифата Даутова, заявил, что приведённые показания являются явной фальсификацией. Адвокат Павел Васильев также отметил, что сам Рифат Даутов 17 января, в день протестов, находился в Уфе и переходил медосмотр перед отъездом на вахту. Также адвокат предположил, что силовики могли перепутать Рифата Даутова с кем-то другим. Относительно этого адвокат заявлял следующее:
В 2020 году я представлял интересы нескольких защитников Куштау, которых обвиняли в том, что они, якобы будучи в масках, бросали в полицейских камни. Силовики тогда показывали одно и то же видео с одним и тем же человеком нескольким моим подзащитным и каждому говорили: "Это ты!" Поэтому и в случае с Даутовым я не исключаю, что силовики просто не хотели долго разбираться. Повесили дело на первого похожего попавшегося — и достаточно. Палочную систему никто не отменял. 

### Задержание Рифата Даутова
25 января Рифата Даутова задержали в селе Новые Чебенки, где проживала его девушка. Гузель Губайдуллина, его девушка, сообщала, что они с ним поехали в гости к родителям девушки. Перед сном они решили прогуляться по селу, когда к ним на встречу выехал белый автомобиль марки Газель. Затем автомобиль остановился, из него вышли четыре человека в камуфляже, схватили Рифата Даутова и затолкали его в машину.

### Смерть Рифата Даутова
Сотрудники ОМВД по Белорецкому району Харрасов, Мурзагулов, Репин, Каюмов, Аллаяров, Тагиров и Муратов в своих показаниях сообщали, что 25 января в Сибае и Баймаке они собирали группу административно арестованных для дальнейшего этапирования в Уфу. Ночью, 26 января, они прибыли в Баймак, где погрузили ещё пятерых задержанных. Затем один из сотрудников ГИБДД сообщил, что им следует дождаться ещё одного задержанного. В последующих показаниях ОМВД по Белорецкому району отмечалось, что Рифату Даутову по дороге стало плохо, а его самого рвало, в связи с чем, они были вынуждены остановиться. Впоследствии была попытка вызова бригады "скорой помощи", но на том участке отсутствовала сотовая связь. Около 4 утра конвой доехал до заправки Башнефти, где узнали о том, что с Рифатом Даутовым "что-то случилось". Полицейские якобы пытались оказать помощь Рифату Даутову, но к приеду "скорой помощи" он скончался. Затем полицейские сообщили о смерти Рифата Даутова в дежурную часть ОМВД по Белорецкому району. После этого приехала следственная оперативная группа и ритуальная служба, забравшая тело, а конвой продолжил путь.

### Опознание тела
Родственники искали Рифата Даутова целый день. Сестра Рифата Даутова сообщала, что она весь день обзванивала дежурные части отделов МВД Башкортостана. Помимо этого, вместе с родственниками они объехали все следственные изоляторы Уфы, но не нашли Рифата Даутова.
"Когда она позвонила в ОМВД по Баймакскому району и назвала фамилию брата, с ней стали грубо общаться и бросили трубку", — говорится в показаниях Ахмадеевой.
В протоколе объяснения Залии Ахмадеевой сообщается, что 26 января к родителям Рифата Даутова пришёл глава сельсовета, сообщивший, что сотрудники морга ищут его родственников. Затем Залия Ахмадеева поехала в морг, но относительно смерти брата ей ничего не рассказали. Она хотела осмотреть тело своего брата, но сделать это без правоохранителей ей запретили. Только на следующий день, 27 января, она смогла осмотреть тело брата. Со слов девушки, на теле брата на обеих ногах от ступни до колена у него были множественные гематомы сине-бордового цвета. На руках были следы от наручников, как предположила девушка. Между большим и указательным пальцем имелась на обеих руках имелись два пятна красного цвета, что по мнению девушки, могло быть следом электрошока. С справой стороны на руке, в области плеча, имелась небольшая ссадина, которая могла образоваться от воздействия электрошока, как предположила девушка. С правой стороны головы имелась гематома. Имелась рана в области правой щеки. Спину брата девушки осмотреть не дали. В этот же день Залия Ахмадеева обратилась к руководителю Следственного комитета по Башкортостану Владимиру Архангельскому с просьбой возбудить уголовное дело по факту смерти брата.
Адвокат Павел Васильев впоследствии сообщал, что старший следователь-криминалист Следственного комитета Лобынцев назначил физико-химическую и судебно-медицинскую экспертизу 31 января. Сам адвокат на эти экспертизы допущен не был.

### Обвинение в употреблении алкоголя
После извещения о смерти Рифата Даутова, про-властные Telegram-каналы стали распространять информацию, что Рифат Даутов якобы умер от алкогольной интоксикации. Эту ложную информацию сразу подхватил провластный канал "Техас Хабирова", ведущийся Шамилем Валеевым. В последствии, стала распространяться информация, что Рифат Даутов скончался не от алкогольной интоксикации, а уже от наркотической. Сама Залия Ахмадеева, сестра Рифата Даутова, сообщала, что алкоголь мужчина употреблял исключительно в праздничные дни, наркотики не употреблял.
Адвокат Павел Васильев сообщал, что в экспертизах полно несуразицы. Эксперт Лапин сперва сообщал, что этиловый спирт не был обнаружен, но в резолютивной части тот же Лапин сообщает, что он есть. По словам адвоката, следствие изначально старалось вывести на то, что Рифат Даутов отравился суррогатным алкоголем.

### Похороны
Рифата Даутова похоронили 6 февраля 2024 года в Юмагузино, в родной деревне. На похороны допустили только близких родственников, а здании школы в соседней деревни разместили ОМОН, чтобы не допустить превращения похорон в демонстрацию.

## Независимая экспертиза
Адвокат Павел Васильев осуществил заказ независимой экспертизы, которая показала, что смерть Рифата Даутова была насильственной. Версии государственных органов о смерти Рифата Даутова экспертиза отвергла. Также независимая экспертиза отметила, что заказные следствием исследования были проведены неаккредитованными специалистами.
"Установлено, что циркулярные кровоподтеки на обеих нижних конечностях [Даутова] частично представлены отдельными полосовидными кровоизлияниями с характерным просветом в центре, характерными для возникновения от ударов тупым твердым предметом геометрически правильной формы, круглого сечения, диаметром не менее 3-х см", — одно из главных выводов эксперта.
Эксперт отметил, что "общее число достоверно дифференцируемых признаков самостоятельного травматического воздействия составило не менее 48". Также эксперт заявил, что количество реальных ударов может быть больше, так как многие кровоподтеки сливаются в сплошные поля, что нивелирует возможность их индивидуальной идентификации и подсчёта.
Площадь поражения тела Рифата Даутова составила не менее 30%. Количество потерянной крови оценивалось в 5,19 литров. Эксперт отметил, что потеря такого количества крови должно занять около пяти часов до наступления смерти. На этом основании эксперт сделал заключение, что Рифата Даутова избили в пределах временного лага между задержанием и доставкой в ОМВД по Баймакскому району.
Адвокат Павел Васильев согласился с заключением экспертизы, заявив, что травмы были нанесены Рифату Даутову во время его этапирования в Баймак. Нанесение травм в момент этапирования Рифата Даутова в Уфу адвокат отверг, так как в автомобиле было слишком тесно и находились свидетели, что помешало бы полицейским избить Рифата Даутова.

## Отказ в возбуждении уголовного дела
24 июня 2024 года старший следователь Белорецкого межрайонного отдела Следственного управления Следственного комитета России Екатерина Тихонова отказала в возбуждении уголовного дела по факту смерти Рифата Даутова, так как каких-либо объективных данных, свидетельствующих о криминальном характере смерти Даутова, в ходе проведенной проверки не получено.
"Из объяснений опрошенных лиц следует, что каких-либо противоправных действий со стороны сотрудников правоохранительных органов, выходящих за пределы их полномочий, или третьих лиц в отношении Даутова не совершалось, что также подтверждается заключением судебно-медицинской экспертизы", — заявила Екатерина Тихонова.
Екатерина Тихонова также отказала в в возбуждении уголовного дела о злоупотреблении должностными полномочиями и превышении должностных полномочий в отношении Рифата Даутова и по факту нанесения ему побоев и умышленного причинения вреда его здоровью.

## Реакция
7 февраля 2024 года происходила встреча Хабирова с представителями Всемирного курултая башкир, где произошёл скандал. Народный артист Башкортостана Риф Габитов предложил почтить память Рифата Даутова минутой молчания, на что Хабиров обозлился, назвав предложение Рифа Габитова "отвратительным". Вы предлагаете почтить минутой молчания человека, который совершил и обвиняется в тяжком преступлении — организации массовых беспорядков и посягательстве на жизнь сотрудника правоохранительных органов. Человека, которого пришлось брать спецназом. Это предложение — отвратительно и бессовестно, я считаю, — сказал чиновник.
В последствии Хабиров сравнил смерть Рифата Даутова с убийством Джорджа Флойда.
Слова Хабирова вызвали возмущение у многих башкирских общественников. Певица Минзаля Яхина провела в Уфе минуту молчания в память о нём.
В сентябре 2024 года специальный докладчик по положению в области прав человека в России Мариана Кацарова (Болгария) опубликовала отчёт, в котором затронула тему протестов в Башкортостане, обратив внимание на смерть как минимум одного человека.